# مونییکو
مونییکو دهستانی در استان آبیلای اسپانیا است.
در این دهستان ۱۳۹ نفر زندگی می‌کنند. مساحت این دهستان ۱۳٫۲۷ کیلومتر مربع است.